# Toch k'dei dibur
La frase ebraica tokh k'dei dibur (in ebraico תוך כדי דיבור‎?, "in [tempo] sufficiente per parlare") è un principio della Halakhah che governa l'immediatezza con cui uno deve parlare in modo che il suo discorso sia considerato continuativo, cioè una continuazione di ciò che stava dicendo poco prima.
Il periodo di toch k'dei dibur è equivalente al tempo necessario per pronunciare le parole Shalom alecha rebbi (in ebraico שלום עליך רבי‎?, "La pace sia con te, o mio maestro"), che durano poco meno di tre secondi. Si veda la Mishnah Berurah 206:12, sebbene il rabbino David HaLevi Segal (1586–1667) aggiunga la parola u'mori (ומורי, "e mio signore"), che allungherebbe il lasso di tempo permesso.

## Esempio pratico
Prima di consumare qualsiasi alimento o bevanda, l'ebreo deve recitare una benedizione (berakhah) per esprimere la sua gratitudine a Dio per il cibo, ed esistono benedizioni differenti a seconda dei tipi di cibo.
Se, per esempio, quando una persona è in procinto di dare un morso ad una carota, ove la benedizione finisce con borei pri ha'adamah (in ebraico בורא פרי האדמה‎?, "... il creatore dei frutti della terra"), erroneamente concludesse con la benedizione usata per la frutta, Borei pri ha'eitz (in ebraico בורא פרי העץ‎?, "... il creatore dei frutti dell'albero"), correggendo il suffisso della benedizione con la conclusione appropriata tokh k'dei dibur (cioè entro il limite permesso di 2-3 secondi), risolverebbe così l'errore.